# Diospilus konoi
Diospilus konoi är en stekelart som beskrevs av Watanabe 1938. Diospilus konoi ingår i släktet Diospilus och familjen bracksteklar. Inga underarter finns listade i Catalogue of Life.